# 委內瑞拉總統與議長地位危機
委内瑞拉总统与议长地位危机，是2019年1月10日至2023年1月5日期间在委内瑞拉发生的政治危机。
2019年1月，委内瑞拉执政党统一社会主义党领导人尼古拉斯·马杜罗在2018年委內瑞拉總統選舉中连任委内瑞拉总统一职，并得到中华人民共和国、俄羅斯、伊朗、南非以及美洲玻利瓦爾聯盟等国家和国际组织的支持和承認。时任委内瑞拉反对派领袖、全国代表大会议长胡安·瓜伊多在2019年1月10日自行宣布為臨時總統，并得到美国、利马集团、美洲国家组织以及歐洲聯盟等国家和国际组织的支持和承認，雙方及支持其國家互相拒絕承認對方為委内瑞拉总统。马杜罗則宣佈與美國断交，並限令美方外交官于24小时内离境。
2020年1月5日，作为委内瑞拉反对派中反瓜伊多势力的代表，委内瑞拉无党籍议员路易斯·帕拉在2020年委内瑞拉全国代表大会议长选举中当选委内瑞拉全国代表大会议长一职，并得到了马杜罗政府的承认。同日，胡安·瓜伊多与委内瑞拉反对派亲瓜伊多势力议员在《国民报》社大楼内开会，会上瓜伊多宣布就任新一届议长，并得到了美国的承认。2021年1月5日，委内瑞拉统一社会主义党的豪爾赫·羅德里格斯在議會換屆後取代帕拉接任議長。2022年12月31日，委內瑞拉反對派通過解除瓜伊多的臨時總統身份及其領導之下的過渡政府，並於2023年1月5日生效。马杜罗政府则继续维持委内瑞拉政权的控制。

## 背景
全球油價下跌和美国对委制裁令委內瑞拉出口收入銳減。对外贸易受困与国内政策不当令委内瑞拉經濟陷入崩潰邊緣，馬杜羅政府為此大量加印貨幣，導致通貨膨脹令玻利瓦爾幾乎一文不值，物價飛漲令商業停擺，入口貨品價格飛升，食物和藥物短缺，更爆發大規模饑荒。过去3年就有230多万委內瑞拉人逃亡秘鲁、厄瓜多尔、智利、哥伦比亚、巴西等国，成为南美洲现代史上最大规模的难民潮。
在2018年5月的總統選舉中，總統尼古拉斯·马杜罗順利連任，西方国家批評選舉結果有問題，西方和利馬集團不承認選舉結果并认定选举结果不透明和不公平。西方观察家与委内瑞拉反对派人士認為馬杜羅是在通過選舉建立更為有效的獨裁政權，因而認為他並非合法當選。馬杜羅在2019年1月正式宣誓之前，包括利馬集團（除墨西哥）、美國及美洲國家組織等多個國家及組織均呼吁馬杜羅放棄就任。總統選舉的結果獲得俄羅斯、中國、伊朗、以及美洲玻利瓦爾聯盟支持和承認。國內方面，馬杜羅獲得親政府的制憲大会支持，委内瑞拉制宪大会在2017年选举后已实际掌控委内瑞拉国家立法权。
全国代表大会於2019年1月5日宣誓就任後，胡安·瓜伊多獲得全國代表大會的多數支持并单方面任命为代总统，西方国家与利马集团對馬杜羅的施壓更趨沉重。由反对派控制的全國代表大會在2017年一度被馬杜羅下令解散並拒絕承認其合法性，日後輾轉被制憲大會取代其職權而遭到架空，西方国家和利马集团則視其為“國內唯一一個民主的立法機構”。

### 親總統人士逃往美國
是次危機轉趨嚴重的導火線為親馬杜羅總統的委内瑞拉最高法院法官克里斯汀·泽帕突然在1月10日宣誓典禮之前逃往美國。該名法官指控馬杜羅「不稱職」和「不合法」。
委内瑞拉最高法院随后发表声明指，泽帕已经逃离，最高法院在去年11月开始对他展开调查，原因是有女性指控他在办公室性骚扰，最高法院领导层因此建议开除泽帕。

### 西方与利马集团国家拒绝承认
美国等多個國家以及欧洲联盟、利马集团等國際組織均支持全國代表大會，表明不承認馬杜羅的合法性，巴拉圭等国更要求馬杜羅下台或被革職，甚或切斷與委内瑞拉的外交關係。
2018年8月25日，美国政府发布行政令，禁止美国金融机构参与委内瑞拉政府和国有的委内瑞拉石油公司新的债务和股权交易，禁止美方机构参与委内瑞拉公共部门现已发行的部分债券交易等。7月，据美国媒体报道，特朗普总统召见了他的外交政策顾问，向后者询问美国入侵委内瑞拉的可能性。特朗普还会见了进行反政府活动的委内瑞拉军事反对派代表。
2018年9月15日，美洲国家组织秘书长路易斯·阿尔马格罗表示，“关于军事干预委内瑞拉并推翻马杜罗政府，我们现在不应排除任何选项。”
2018年11月1日，美国总统特朗普签署行政令对委内瑞拉黄金出口实施制裁，禁止美国公民同与委黄金出口等行业有关的个人和实体进行交易，旨在降低出售黄金储备给委政府带来的收入。11月5日，英国央行拒绝了委内瑞拉政府提取其寄存在英国的黄金储备的请求，理由是“英方认为委当局对这批价值5.5亿美元金条的意图越来越不确定。”

### 中俄伊与美洲玻盟对马杜罗的支持
在马杜罗当选总统后，中华人民共和国外交部对委内瑞拉马杜罗政府表示信任，并同时指出，“相信马杜罗政府和人民有能力处理好委內瑞拉内政。同时，各国应尊重委内瑞拉人民作出的选择。”中華人民共和国既是委内瑞拉的最大债权国，也是石油的最大买主。马杜罗曾10次访华。2018年9月访华时曾寻求中華人民共和国的经济援助，最終中國同意向馬杜羅政府貸款50億美元，中華人民共和國亦同意容許馬杜羅政府延遲6個月償還另外200億美元貸款。据统计，在过去10年内，马杜罗政府累计向中華人民共和国贷款约500亿美元，并以石油抵偿债务。美国自由亚洲电台認為面對委內瑞拉國內形勢，中國的經濟支持對馬杜羅政府繼續存活非常重要。5月21日，中华人民共和国外交部发言人陸慷则在回应关于中俄两国继续对委内瑞拉提供贷款援助的问题时表示，“中国跟世界上其他国家发展正常的关系，包括开展正常的合作，我想其他国家不应该干涉。”
委内瑞拉在查维兹时期，曾投资俄罗斯的武器如苏恺战机。马杜罗再次当选委内瑞拉总统之后，俄罗斯总统普京发电祝贺。普京在贺电中表示，相信马杜罗总统的再次当选将有助于两国间战略伙伴关系的发展。俄罗斯外交部同时对于美国等国家公开宣称不承认委内瑞拉选举结果表示遗憾。在美国与美洲国家组织扬言军事入侵委内瑞拉以武力推翻马杜罗后，俄罗斯国防部于2018年12月10日派遣两架图-160战略轰炸机、一架安-124大型军用运输机和一架伊尔-62飞机飞抵委内瑞拉首都加拉加斯，对委内瑞拉进行为期五日的友好访问。
土耳其一向支持馬杜羅，总统埃尔多安在2019年1月24日致电给马杜罗表示支持，不少委内瑞拉剛開採出來的黃金都存放於土耳其。
其他國家包括查維茲生前支持的美洲玻利瓦爾聯盟，則對馬杜羅表達支持，且呼籲反對派接受選舉結果，讓馬杜羅上任。馬杜羅回應外界一連串指控，批評有關國家實行「美帝国主義」，又批評外國干預內政是殖民主义。2019年1月23日，马杜罗宣布与美国断交。

## 进程

### 2019年1月：总统地位危机爆发

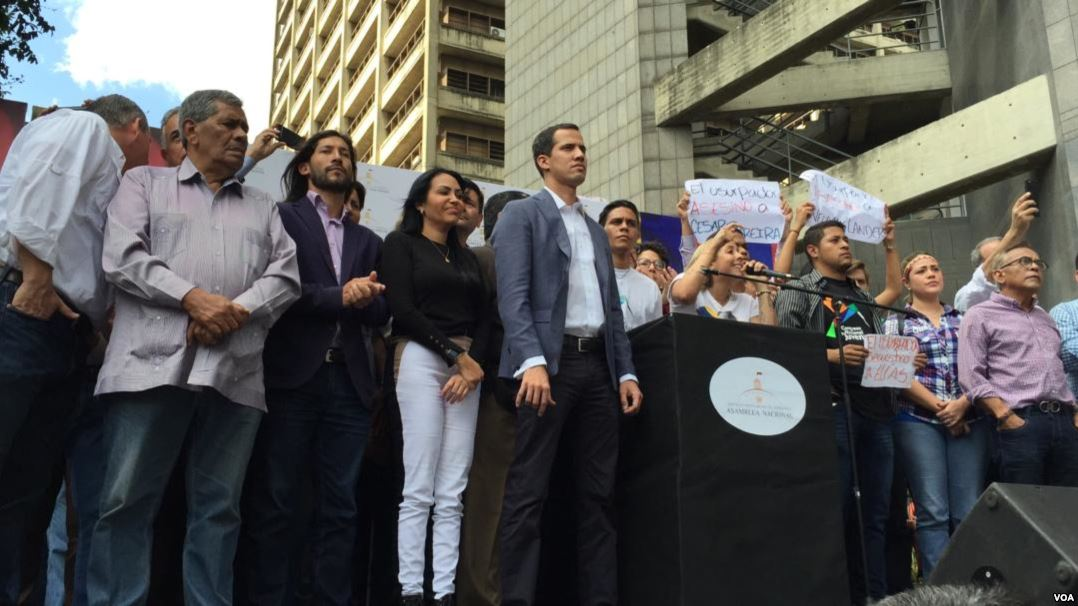
2019年1月11日，委内瑞拉全国代表大会议长瓜伊多出席加拉加斯的一场反马杜罗集会。

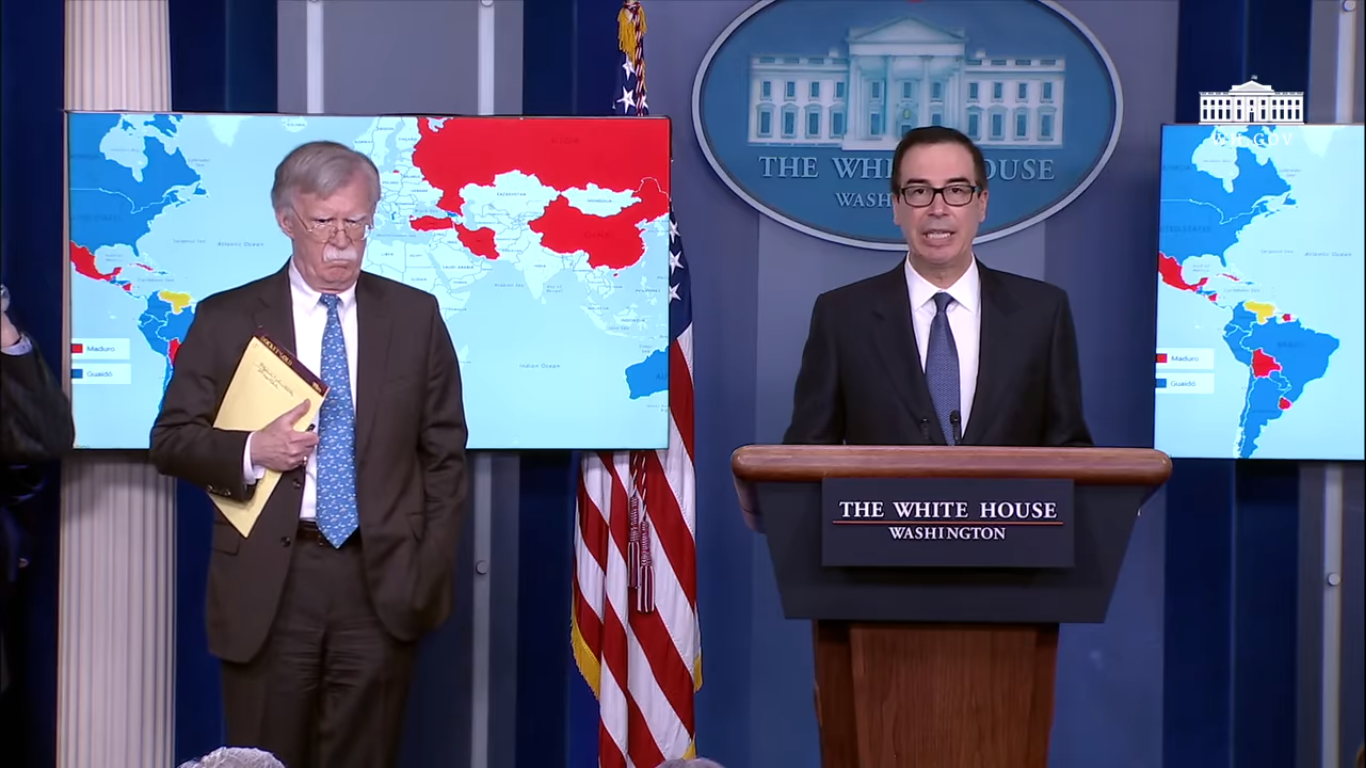
2019年1月28日，美国财政部长史蒂芬·姆努钦与总统国家安全事务助理约翰·博尔顿在白宫詹姆斯·布雷迪新闻简报室召开发布会。其中，博尔顿手持的笔记本上写有的“往哥伦比亚调兵5000人”字样，引发争议与猜测。

新任全國代表大會議長胡安·瓜伊多於2019年1月5日马杜罗就任後，動議組成臨時政府，其表示即使馬杜羅宣誓就任，該國也不會有民選合法總統。瓜伊多亦成為國內第一位譴責馬杜羅就任的人，批評委內瑞拉淪落為“De facto的獨裁政權”，並重申國家已無領袖，宣佈國家進入緊急狀態。瓜伊多發表的首份聲明呼籲軍方發動政變，并指出，“穿著光榮制服的士兵應當向前踏步，執行憲法，又鼓勵國民對過渡政府有信心和力量，陪伴過渡政府邁進”。
2019年1月10日，瓜伊多單方面自行宣示就任臨時總統。
瓜伊多隨後宣布在1月11日於加拉加斯市區舉行市民大會。大會以示威運動形式舉行，全國代表大會宣佈瓜伊多在委內瑞拉憲法框架下擔任臨時總統，並公布將馬杜羅革職的計劃。市民大會亦容許社會各界人士參加，包括政黨、貿易組織、女权團體以及學生發表他們的意見，參加人士均提出最終目的是推翻玻利瓦爾革命。學生代表為UCV學生會主席和。呼籲所有政黨和政治組織團結，與支持委國國會的國際組織攜手合作，推倒馬杜羅。委內瑞拉統一工人聯會主席發表宣言，強調他們的理念，並承諾絕對效忠瓜伊多。
1月13日，委内瑞拉全国代表大会议长瓜伊多在偕同妻女前往拉瓜伊拉出席公眾集會的途中被委內瑞拉國家情報机构玻利瓦尔國家情報局短暫拘留，並於一小時後獲釋。委內瑞拉政府事後稱收押行為是情報局特工「單方面的不正常行動」，並已將相關特工停職調查。利馬集團和美洲国家组织秘书长路易斯·阿爾馬格羅對此事予以譴責，而联合国也對於此事表示關注。同日，瓜伊多在公開集會中再次宣稱自己為臨時總統。
委内瑞拉国会议长瓜伊多講話過後，全國代表大會發佈首份聲明，向傳媒表示瓜伊多已經就任臨時總統一職。其後國會再發表的聲明則澄清了瓜伊多的地位，並強調其已經獲承認為臨時總統，但仍需重奪國家的控制權。基於馬杜羅的認受性被反对派質疑，以及國會按照憲法的第233條、333條和350條而作出決定，因此國會的聲明並不被西方国家与利马集团視為發動政變。同日，瓜伊多收到來自巴拿馬的委內瑞拉流亡最高法院院長Christian Zerpa的信，要求瓜伊多成為委內瑞拉代理總統。
瓜伊多對外宣布就任臨時總統的決定，並呼籲民眾在1月23日舉行全國示威，口號為「是的！我們可以！」（西班牙語：¡Sí, se puede!）。全國示威的日子是希门内斯下台61週年。國會與委內瑞拉解放陣線共同制定示威和遊行的計劃，並組織全國的勢力。國會也在此前的1月11日透露，国会計劃與軍方打好關係，爭取他們放棄支持馬杜羅。
馬杜羅指出市民大會只是反對派的一場「小孩子」聚會，形容瓜伊多「不成熟」。後來懲教部長Iris Varela作出威脅，表示已經為瓜伊多準備好監獄牢位，又「呼籲」瓜伊多盡快組成內閣，好讓懲教部也為閣員準備好監獄牢位。
1月21日凌晨2时50分左右，由委内瑞拉国民警卫队中士菲格罗亚（Wandres Figueroa）率领的27名国民警卫队士兵在占据国民警卫队指挥部后宣布发动兵变，并挟持了2名官员与2名国民警卫队成员。但旋即遭到委内瑞拉军队镇压，哗变的27名士兵同时遭到委国防部逮捕。此后相继有委内瑞拉驻美武官、委内瑞拉驻联合国武官、前军方情报主管等以及一位空军指挥官、一位陆军上校加入瓜伊多阵营。
1月21日，委内瑞拉最高法院宣布，委内瑞拉全国代表大会单方面宣布任命总统的行为无效，委内瑞拉国会在1月5日之后提交的任何议案均被取消。最高法院宪法法院负责人胡安·何塞·门多萨（Juan Jose Mendoza）表示：“在任何情况下，（立法机关）都不能采取行政机关的行动”。不過瓜伊多在23日的大規模示威集會中，在民眾見證下正式宣誓成為臨時總統。
1月23日，瓜伊多通過反對派掌握的國會單方面授權並宣布正式就任委內瑞拉臨時總統，並得到美國、利馬集團、美洲國家組織以及歐洲聯盟等國家和國際組織的支持和承認。
委内瑞拉国防部长弗拉迪米尔·帕德里诺·洛佩斯表示，委内瑞拉军方不承认全国代表大会主席瓜伊多为该国总统。洛佩斯表示，委内瑞拉官兵不承认非法自行宣布就任的总统，“玻利瓦尔国家武装部队即是宪法的捍卫者，也是国家主权的保障”，“对于这种受外国利益影响，并以非法形式自称‘总统’的人，祖国的士兵们不会承认”。
1月28日，美国宣布对委内瑞拉石油公司进行全面制裁。此外马杜罗试图将存在英国央行的价值12亿美元的黄金运回委内瑞拉，遭到英国央行拒绝。委内瑞拉被迫将约15吨黄金储备卖给阿联酋，换取欧元资金，但卖出约3吨给阿联酋后，阿联酋阿布扎比的投资公司Noor Capital表示，在委内瑞拉局势稳定之前不会执行进一步的交易。
1月29日，委内瑞拉政府宣布禁止瓜伊多出国并冻结其银行账户。

### 2019年2月：哥委边境冲突

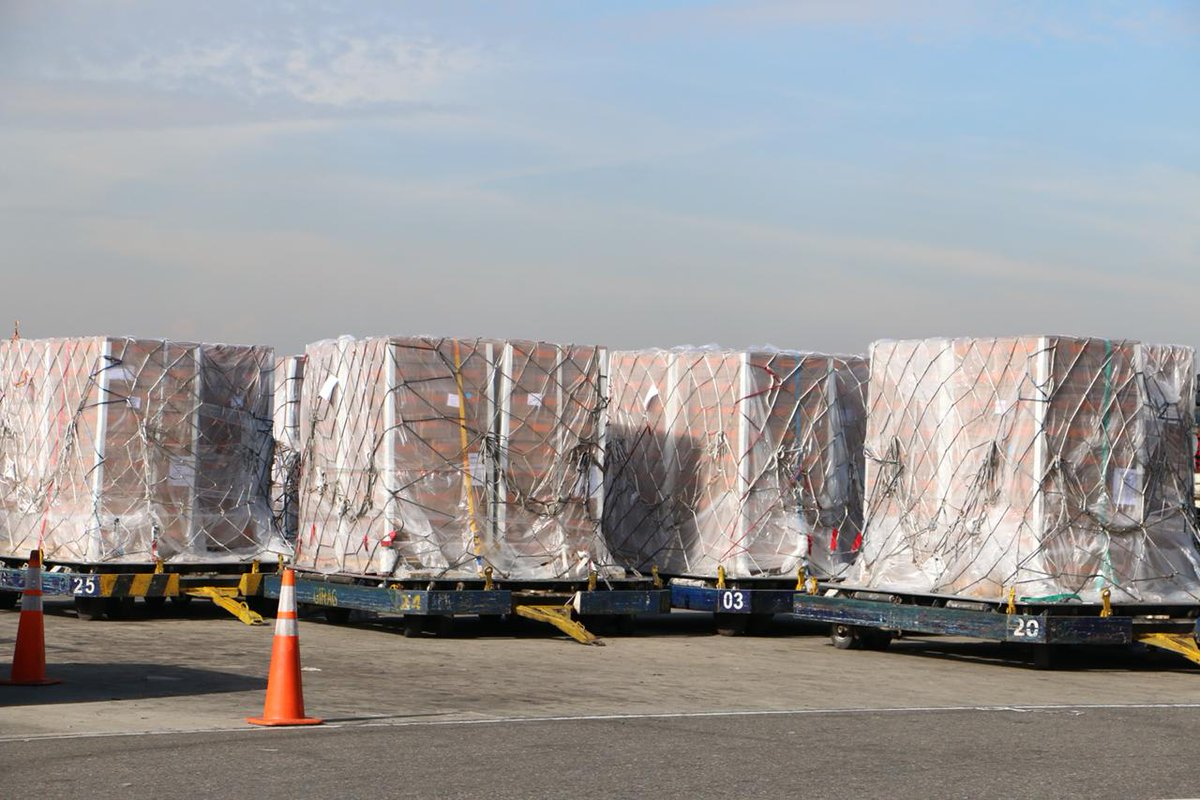
位于哥伦比亚边境的美国人道主义救援物资仓储地。

2月10日，马杜罗启动委内瑞拉独立以来最重大的军事演习，以应对美国可能的军事干预。
美国政府应瓜伊多的呼吁，向委内瑞拉提供的人道救援物资。但马杜罗认为美国的物资是进入委内瑞拉的特洛伊，并派人在委内瑞拉与哥伦比亚的边界桥上用大货车和集中箱等设立障碍，阻止人道救援物资从哥伦比亚运入，同时马杜罗宣布关闭委内瑞拉与巴西边境，有委内瑞拉的原住民因反对马杜罗政府关闭巴西边境，与委内瑞拉士兵发生冲突，导致士兵开火造成2人死亡、多人受伤，后又有2人在委內瑞拉和巴西邊境接攘的小鎮參加示威，企圖阻攔軍方車隊時，被軍隊射殺。。委内瑞拉副总统德尔西·罗德里格斯也于2月20日宣布，委内瑞拉停止与位于加勒比海的阿鲁巴、博奈尔和库拉索三岛间空中与海上航线。
2月22日，瓜伊多来到哥伦比亚边境城镇库库塔。按照瓜伊多的计划，力图让这批物资入境委内瑞拉。馬杜羅政府被迫關閉委与哥伦比亚边界的西蒙·玻利瓦尔国际大桥、桑坦德大桥和联合大桥。大批民眾趕到哥倫比亞與委內瑞拉邊境與委內瑞拉軍方對峙，衝突造成300多人受傷，同時有數十名委內瑞拉政府軍士兵變節投奔哥倫比亞。馬杜羅宣佈，委內瑞拉與哥倫比亞斷絕外交和政治關係。不过马杜罗却接受欧盟与俄方的“人道主义援助”。
哥委边境冲突结束后，瓜伊多并未回国，並在哥倫比亞與美国副总统彭斯會晤，双方同意加大对馬杜羅施压的力道。之後瓜伊多前往巴西、巴拉圭、阿根廷、厄瓜多尔，與巴西总统雅伊尔·博索纳罗以及巴拉圭總統馬里奧·阿布鐸·貝尼特斯等领导人会面，并决定在3月4日前返回委内瑞拉。

### 2019年3月：断电事件与反对派夺权行动

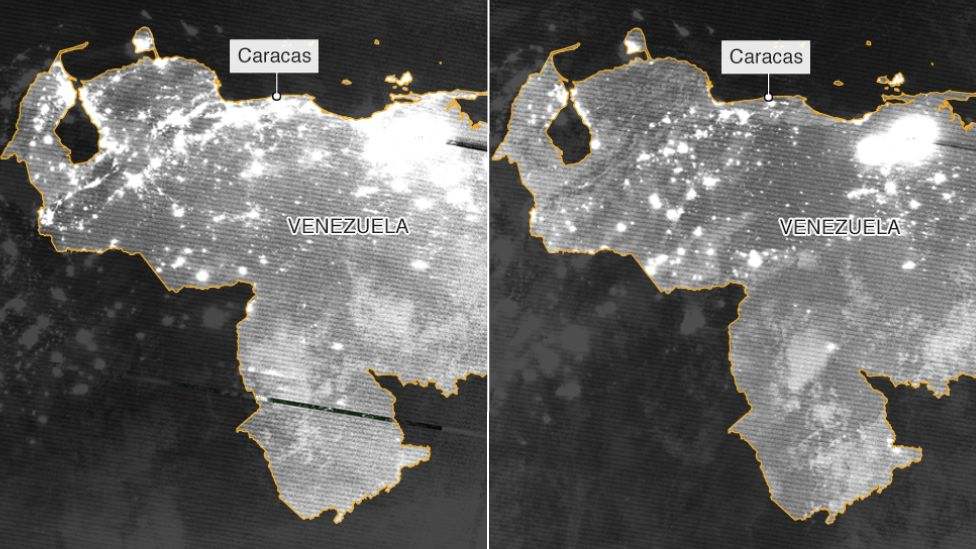
2019年3月7日的卫星照片显示第一次大规模断电对委内瑞拉国内照明的影响。

3月7日和9日，委內瑞拉大部分地區發生兩次大斷電，该国23个州有22个陷入停电，其中9日开始的停电持续数日，原因是有人网络袭击委内瑞拉电力系统。馬杜羅指責美國和反对派是幕后黑手。委内瑞拉新闻部长罗德里格斯称，此次停电的原因是委最重要的古里水电站遭到反对派蓄意破坏，目前正在抢修恢复。反对派领导人、临时总统瓜伊多则表示，“在夺权的最后，电会来的。”
3月18日，宣布倒戈瓜伊多的委内瑞拉驻美外交人员以服从瓜伊多的名义，接管了位于华盛顿的归属于委内瑞拉国防部的两座大楼，以及位于纽约的一座领事馆，将委内瑞拉驻美武官办公室中的马杜罗的画像摘下，并将瓜伊多的画像取而代之。
3月21日，十餘名玻利瓦爾情報局情報人員分别对瓜伊多幕僚长马雷罗和国会议员贝尔加拉位于首都加拉加斯的住宅进行了近三个小时的搜查。馬雷羅和貝爾加拉的司機被帶走調查。瓜伊多、美國和利馬集團要求马杜罗方面应当立即将他们释放。
3月23日，俄罗斯空军两架大型飞机搭载俄方官兵包括將軍瓦西里·通科什库罗夫在內的大约100人和装备，抵达委内瑞拉首都加拉加斯。俄罗斯卫星社表示，这些飞机是被派去“履行技术军事合同”。一名委内瑞拉官员表示，俄罗斯军方此行是为了讨论设备维护、培训和战略。
3月25日下午，委内瑞拉多个地区再次发生停电，政府在停电后几小时内成功恢复部分地区电力供应。但当天21时50分左右，全国多数地区又再次停电。委政府指责反对派对古里水电站进行纵火破坏，企图彻底破坏发电和输电系统，导致政府此前恢复电力供应的工作前功尽弃。26日和27日委内瑞拉全国停工停学。
3月28日，委内瑞拉总审计长埃尔维斯·阿莫罗索宣布，委内瑞拉国家审计署在对瓜伊多个人财产进行审计调查后发现其支出与收入水平不符，决定剝奪瓜伊多議長職務，並禁止瓜伊多担任一切公职15年。

### 2019年4月：未遂军事政变

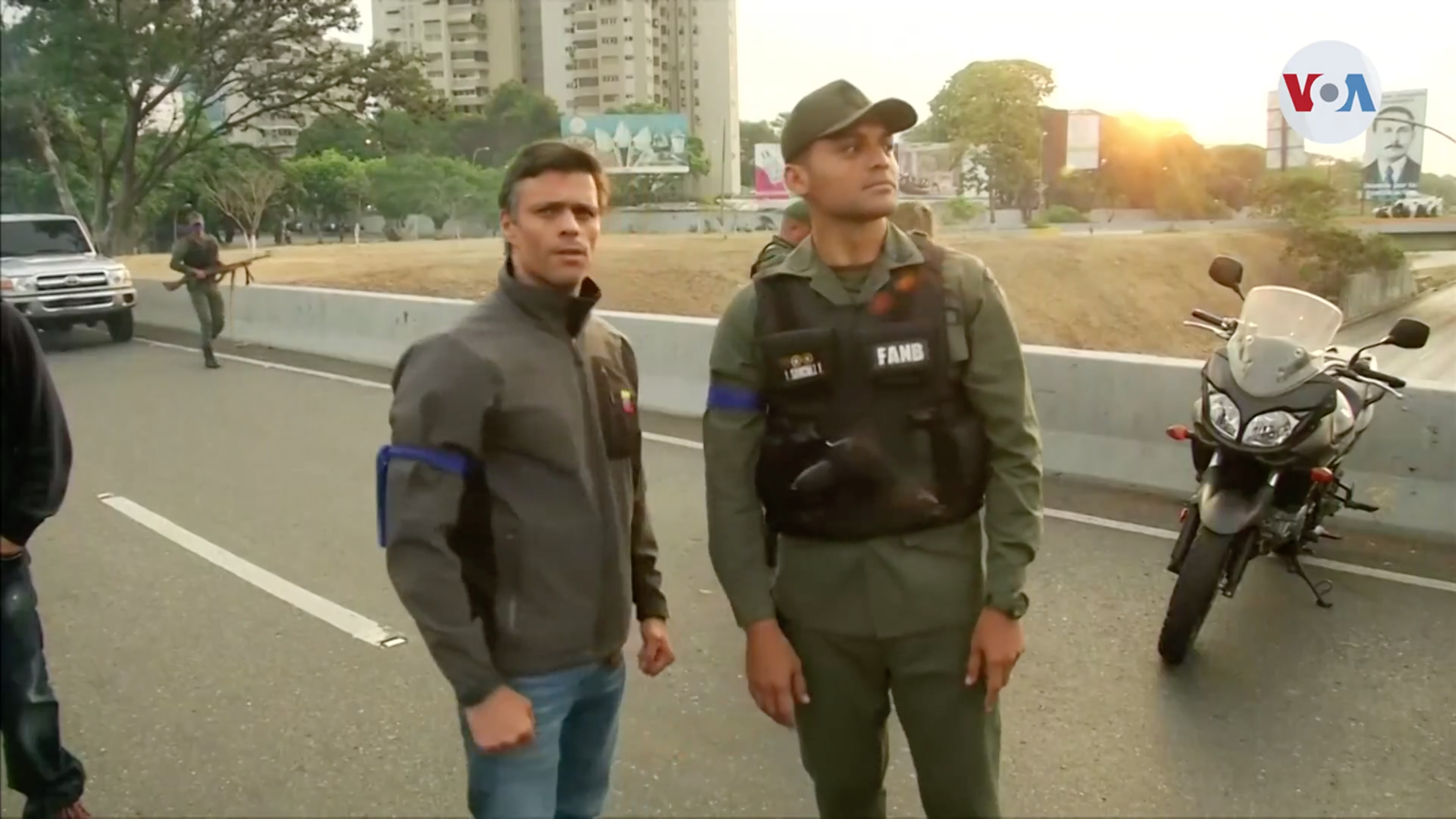
2019年4月30日，反对派领导人萊奧波爾多·洛佩斯与反对派军人合影。

4月17日，美国财政部发表声明说，委内瑞拉中央银行因其在委金融领域的运作而被制裁，该行一名官员也一同被制裁。
4月27日，馬杜羅政權以反对派议员吉爾伯·卡羅參加瓜伊拉多陣營示威遊行為由將其逮捕，並傳喚瓜伊拉多11名助手。美國立刻做出反制，宣布制裁委內瑞拉外交部長豪爾赫·阿雷亞薩。同日，委内瑞拉退出美洲国家组织，马杜罗政府指责美洲国家组织干涉委内瑞拉内政，屈从美国利益。
4月30日，瓜伊多和人民意志领导人萊奧波爾多·洛佩斯以及部分支持瓜伊多的軍人來到加拉加斯东部拉卡洛塔军事机场附近。瓜伊多在现场发表讲话，要求军队停止支持马杜罗，并呼吁人民游行前往委内瑞拉总统府推翻马杜罗。支持马杜罗的安全部队赶到现场後與反對派支持者爆發衝突，委内瑞拉政府军、亲政府民兵与反对派军人、示威者在首都加拉加斯等地爆发激烈冲突。本次武装冲突導致69人受傷。瓜伊多隨後離開現場。有部分支持反對派的士兵逃往巴西駐委內瑞拉大使館避難。
4月30日下午，委内瑞拉国防部长帕德里诺·洛佩斯表示，“反对派当天上午发动的政变行动已经得到控制”，“80%参与政变的军人已经归队”。當日晚間，反对派领袖萊奧波爾多·洛佩斯及妻子莉蓮·廷托裡和女儿進入智利駐加拉加斯大使館，翌日清晨轉往西班牙大使館。
4月30日21时，馬杜羅在米拉弗洛雷斯宮發表全國電視講話，身旁有政府高級官員和武裝部隊成員，指称委政府已挫败政变阴谋。

### 2019年中下旬：美委对峙与反对派阵营分裂
2019年4月委内瑞拉内乱发生后，委内瑞拉最高法院允许马杜罗政府对包括参与纠纷的七名反对党议员采取司法行动，其中就包括委内瑞拉议会第一副主席桑布拉诺。5月7日，委内瑞拉制宪大会决定取消七名反对党议员司法豁免权。5月8日，马杜罗政府将桑布拉诺逮捕。同时美国副总统彭斯宣布取消对参与纠纷的委內瑞拉國家情報局前局长曼努埃尔·克里斯托弗·菲格拉的个人经济制裁。
5月9日，美國海岸警衛隊的詹姆斯号巡逻舰試圖靠近拉瓜伊拉港，在距離委內瑞拉海岸14海里時被委内瑞拉海军驅逐。
5月10日，委內瑞拉重新開放自2月下旬關閉的與巴西的陸路邊界和與阿魯巴島的海上邊界。同月，馬杜羅開始與反對派進行第一輪談判。6月8日，委内瑞拉開放部分在2月時關閉接壤的哥倫比亞的邊境通道。
7月19日，委內瑞拉指責美國軍機未經允許擅自闖入委內瑞拉空域，美國則反指委內瑞拉軍機在國際空域威脅美國軍機安全。7月25日，美国财政部宣布对同马杜罗有关的5名委内瑞拉公民、5名哥伦比亚公民以及13个实体实施制裁。7月27日，委内瑞拉军方再次谴责美国又一架侦察机侵犯其领空。
8月5日，美國政府宣佈对委内瑞拉政府实行经济禁运。委内瑞拉政府在美国的所有资产及资产权益都被封锁，不得转让、交付、出口、撤销或以其他方式处理。而繼續与委内瑞拉有业务往来的个体、公司、国家則會面臨美國的制裁。馬杜羅為抗議美國制裁，決定不派代表到巴巴多斯參加与瓜伊多的对话。
2019年9月16日，第一輪談判結束。馬杜羅政府宣布与进步前哨党等4個反對黨签署协议，涵蓋政治、经济等各個方面；但瓜伊多所在的人民意志以及正义第一、民主行動黨等主要反对党并未签署协议。
2020年1月2日，美国国务卿蓬佩奥宣布，因古巴国防部长弗里亚斯对卡斯楚政權扶持委内瑞拉马杜罗政权的緣故，美方將其列入黑名单，禁止他及其子女入境美国。

### 2020年1月：议长地位危机爆发
2020年1月5日，委內瑞拉全國代表大會选举出委内瑞拉反对派中反瓜伊多势力的代表、被民主團結圓桌會議最大黨正義第一開除黨籍的无党籍议员路易斯·帕拉为新一届議長，委议会167名议员共有140名议员到会，其中81名投票支持帕拉。
与此同时，瓜伊多及支持者被警卫禁止进入议会大楼。瓜伊多称，只有亲政府的政界人士和批评他的反对派代表才被允许进入议会。随后，瓜伊多召集一批议员在《国民报》社大楼内开会，会议中推选瓜伊多为委內瑞拉全國代表大會議長。瓜伊多在会上宣誓就职。瓜伊多其后表示，他在投票中獲得100名前任或现任議員支持。
1月13日，美国财政部宣布对7名委内瑞拉议员实施制裁，其中包括5日当选委内瑞拉议会議長的路易斯·帕拉。

### 2020年2月－12月：美委对峙与西方追加制裁
2月，委內瑞拉政府正式把将近400万名民兵纳入国家武装力量，与陆军、海军、空军和国民警卫队并列。2月15日，委内瑞拉军队和民兵开始在首都加拉加斯及全国多地举行为期两天演习，旨在防范美国及其盟友对委内瑞拉实施入侵。
3月底，美國提出“委内瑞拉民主过渡框架”方案，內容為如果总统马杜罗离职，组建由执政党和反对派共同参与的过渡政府，并在数月内举行议会和总统选举，美方视情况解除对该国的制裁。委政府對此表示强烈谴责。4月初，歐盟對美國的方案表示支持。
5月3日，委内瑞拉内政部长指控哥伦比亚派出雇佣兵登陸委北部瓜伊拉州海岸，企图推翻委內瑞拉政府。委安全部队与其交火，打死并逮捕多人。但委內瑞拉的指控遭到哥倫比亞政府否認。5月6日，委内瑞拉总统马杜罗在视频新闻记者会上表示入侵委内瑞拉的僱傭兵有2名是美國籍，共有8人被擊斃。
6月，欧盟宣布制裁8名委执政党官员和3名委反对派人士。6月28日，委内瑞拉总统马杜罗宣布反制措施，将欧盟驻委内瑞拉大使驱逐出境。马杜罗强烈谴责欧盟一意孤行支持瓜伊多和制裁措施：「我决定给仍在卡拉卡斯的欧盟使节72小时，以便离开我国」「同时呼唤欧盟给予尊重，我们受夠了，他们（欧盟）凭什么制裁，他们凭什么来要挟，他们算什么」。欧盟坚决谴责这一决定，并对马杜罗导致的进一步国际孤立深表遗憾，而委内瑞拉有40%的人道援助皆来自欧盟。欧盟表示，委内瑞拉正在经历深刻的政治和社会经济危机只能通过委内瑞拉人之间的和平谈判解决方案来解决。该解决方案必须基于可靠的选举，对所有民主选举机构，特别是国民议会的作用和独立的承认和尊重，释放所有政治犯以及维护人权和基本自由。欧盟重申其支持委内瑞拉人民的承诺，并通过其人道主义援助为解决政治危机和减轻人民的苦难做出贡献。但委内瑞拉政府在期限过后宣布取消驱逐命令。
9月21日，美國表示正在联合国授权下对委内瑞拉总统马杜羅实施制裁。
12月20日，民主团结圆桌会议質疑選舉的公正性而決定拒絕參選作為抵制，委内瑞拉统一社会主义党取得絕對優勢的席次單獨過半。2021年1月5日，委内瑞拉统一社会主义党的豪爾赫·羅德里格斯在議會換屆後取代帕拉接任議長。

### 2022年：解散临时政府
2022年12月29日，委内瑞拉反对派联盟“统一平台”的四个主要政党中的三个表态将投票取消瓜伊多自2019年1月以来建立的平行机构（临时政府）。12月31日，胡安·瓜伊多被其領導的反對派議會通過罷免，解除其未能完全獲得公認的委內瑞拉總統一職，並於2023年1月5日生效。罷免投票結果，以72票同意、29票反對、8票棄權通過罷免。反對派表示，“臨時政府已经没有用处了……公民們對其也沒有兴趣了。”

## 国际反应

国际社会对委内瑞拉总统地位危机的立场。
委內瑞拉
支持马杜罗为委内瑞拉总统
支持瓜伊多为委内瑞拉臨時总统
支持委內瑞拉全國代表大會
中立

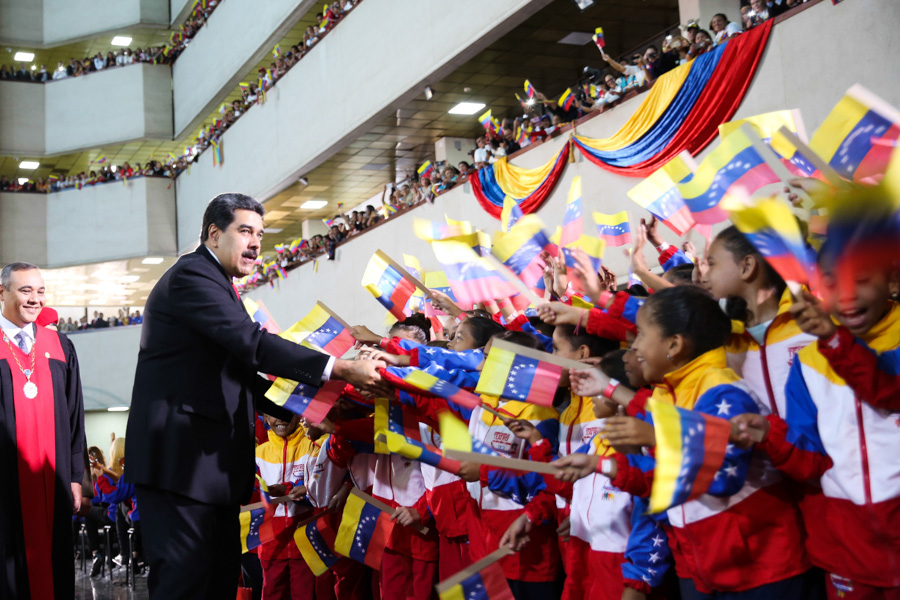
2019年1月，委内瑞拉总统马杜罗与支持者握手。

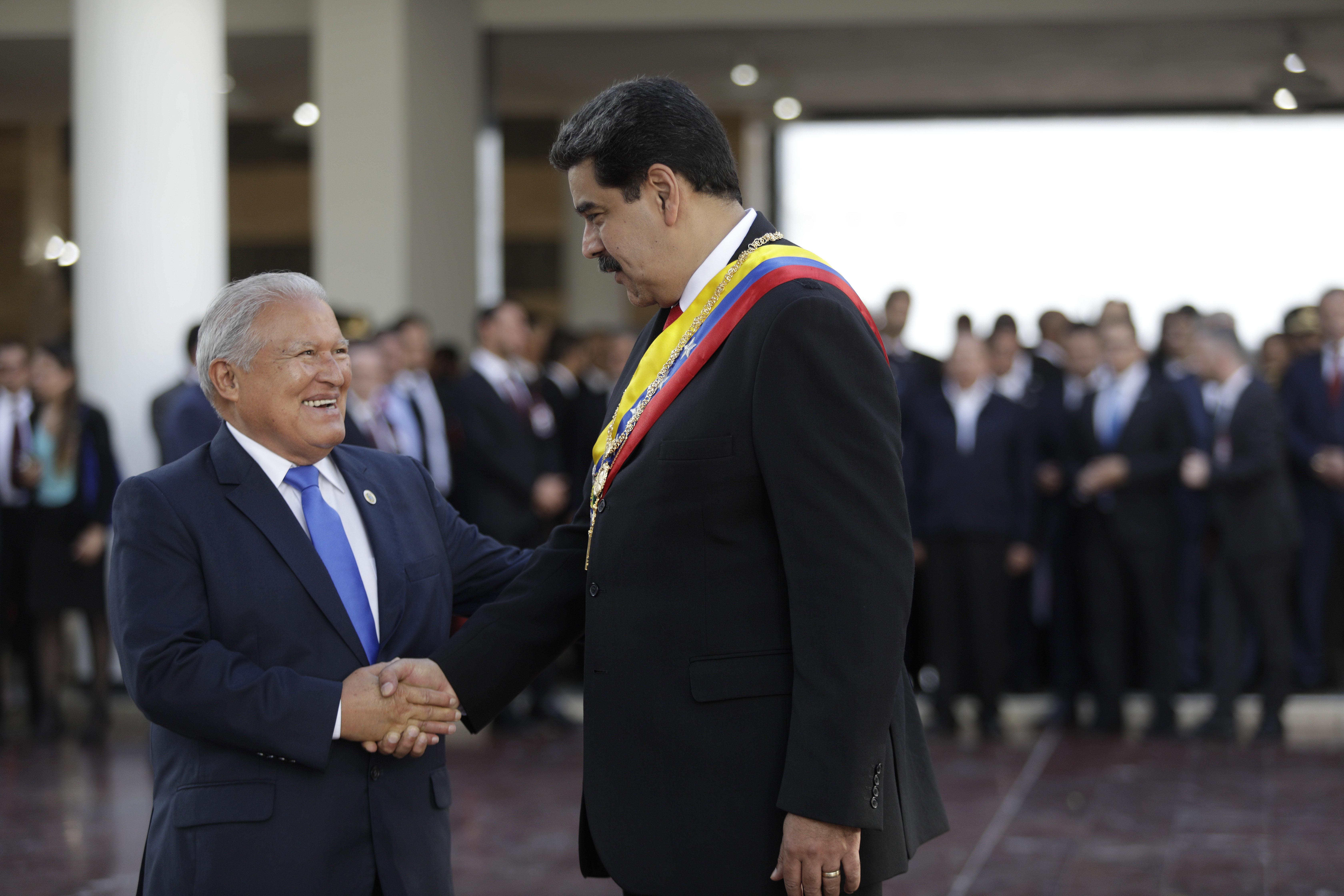
2019年1月，新当选就职的马杜罗与萨尔瓦多总统桑契斯会面。

### 对马杜罗的国际支持
2019年1月17日，中华人民共和国外交部发言人华春莹在外交部例行记者会上表示：“马杜罗总统宣布推动经济复苏等国家治理举措，这有利于委内瑞拉改善民生，符合各方利益”。“各国应尊重委内瑞拉人民已经作出的选择”。
1月24日，中华人民共和国外交部再次表示，“中国支持委内瑞拉政府为维护国家主权、独立和稳定所作努力”，“反对外部干预委内瑞拉事务，希望国际社会共同为此创造有利条件”。
俄罗斯外交部发言人扎哈罗娃表示，从委内瑞拉事件上可以看到，西方人为操纵政权的更迭，这点反映了西方在国际法和国家主权方面的态度。俄罗斯联邦委员会国际事务委员会副主席安德烈∙克利莫夫向卫星通讯社表示，俄罗斯此前已经承认马杜罗是委内瑞拉合法总统，这一立场不会改变。
1月24日，俄罗斯总统普京与委内瑞拉总统马杜罗通电话，普京在电话中表示，俄罗斯对委内瑞拉的合法政权表示支持，“破坏性的外部干预严重违反国际法的基本准则”。
古巴政府承认马杜罗为委内瑞拉合法总统。古巴外长对委内瑞拉与美国断交表示支持。墨西哥外交部发言人则表示，该国和委内瑞拉间的外交关系目前没有改变。尼加拉瓜政府代表表示，该政府声援由马杜罗领导的委内瑞拉政府。
玻利维亚前总统埃沃·莫拉莱斯对美国干预拉丁美洲的行为表示谴责，并称“帝国主义的魔爪再次试图破坏南美洲人们的民主和自决”。
1月26日，联合国安理会開會商議委內瑞拉局勢，中国和俄罗斯公开支持马杜罗，也驳斥美加、拉丁美洲与欧洲国家提出的重选要求。
2月28日，联合国安理会表决美国起草的决议草案。该决议草案呼吁必须防止委内瑞拉人道主义局势进一步恶化，援助运入委内瑞拉应“畅通无阻”，并要求委内瑞拉立即举行大选。表决时，安理会15个成员国9个投赞成票，3个弃权，俄罗斯和中国行使否决权，南非投反对票，决议草案未获通过。
3月，美洲开发银行原定要在中国四川省成都市召开第60届理事会年会，因中华人民共和国政府拒绝给瓜伊多代表颁发签证，美洲开发银行决定取消要在成都举办的年会。中华人民共和国外交部表示，“泛美行年会是金融界的会议，应该聚焦金融合作，不是讨论敏感政治议题的合适场合。”
2020年5月，伊朗派出裝載大約153萬桶汽油和汽油產品的5艘油輪前往委內瑞拉支援。

### 对瓜伊多的国际支持

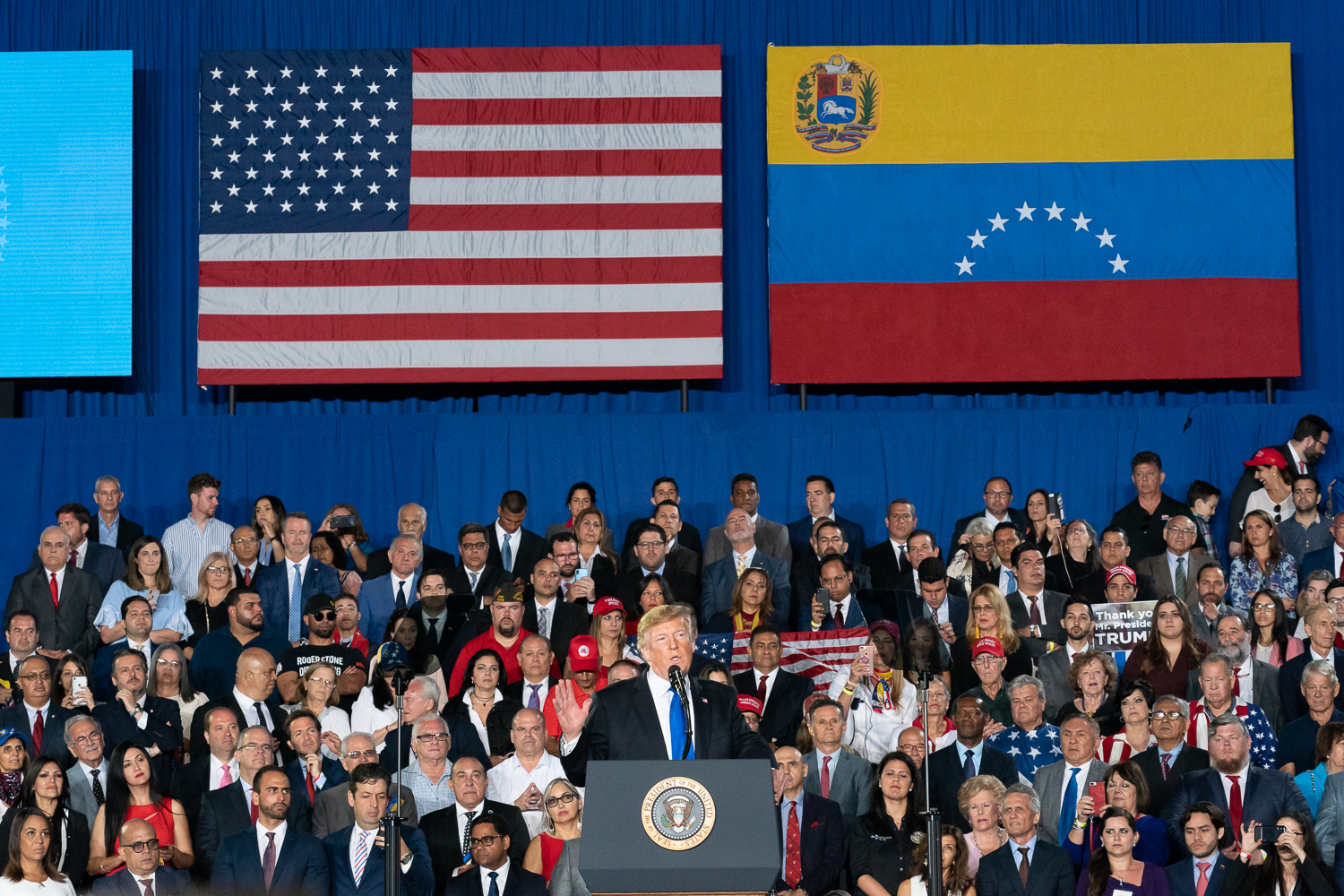
2月18日，美国总统唐纳德·特朗普在佛罗里达州委内瑞拉裔社区中发表演讲。

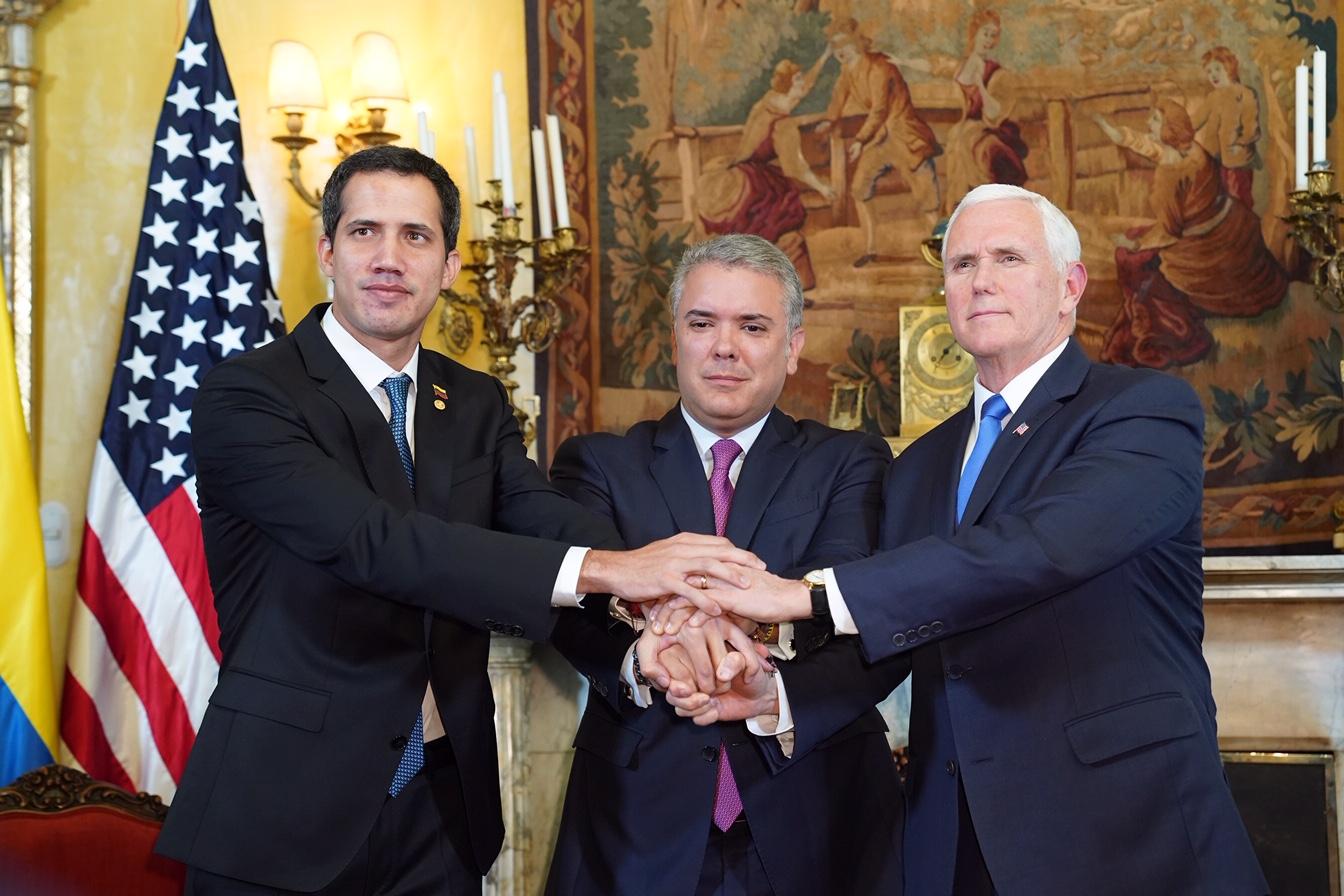
2019年2月，瓜伊多、哥伦比亚总统伊万·杜克·马尔克斯及美国副总统迈克·彭斯在哥伦比亚举行的利马集团会议上合照。

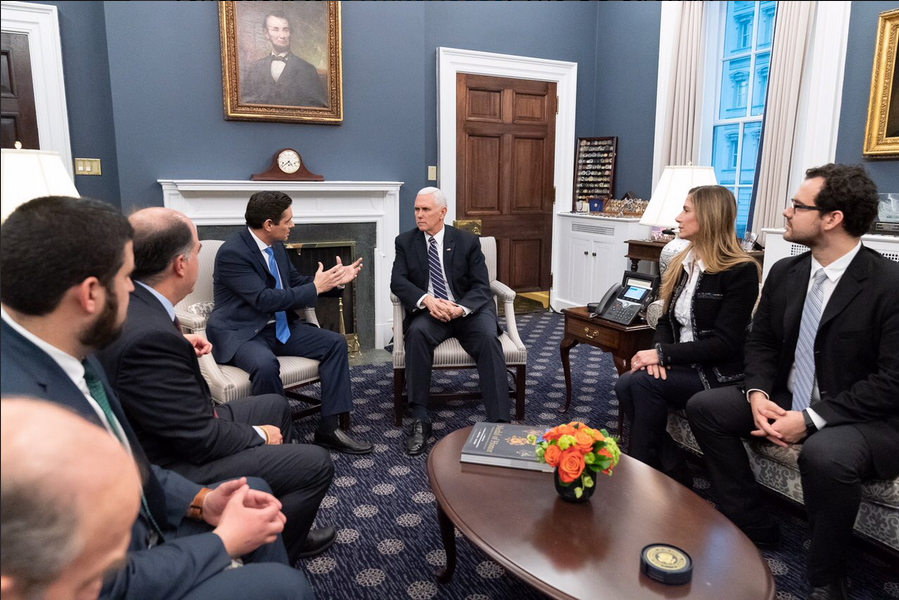
美国副总统迈克·彭斯与委内瑞拉反对派人士举行会晤。

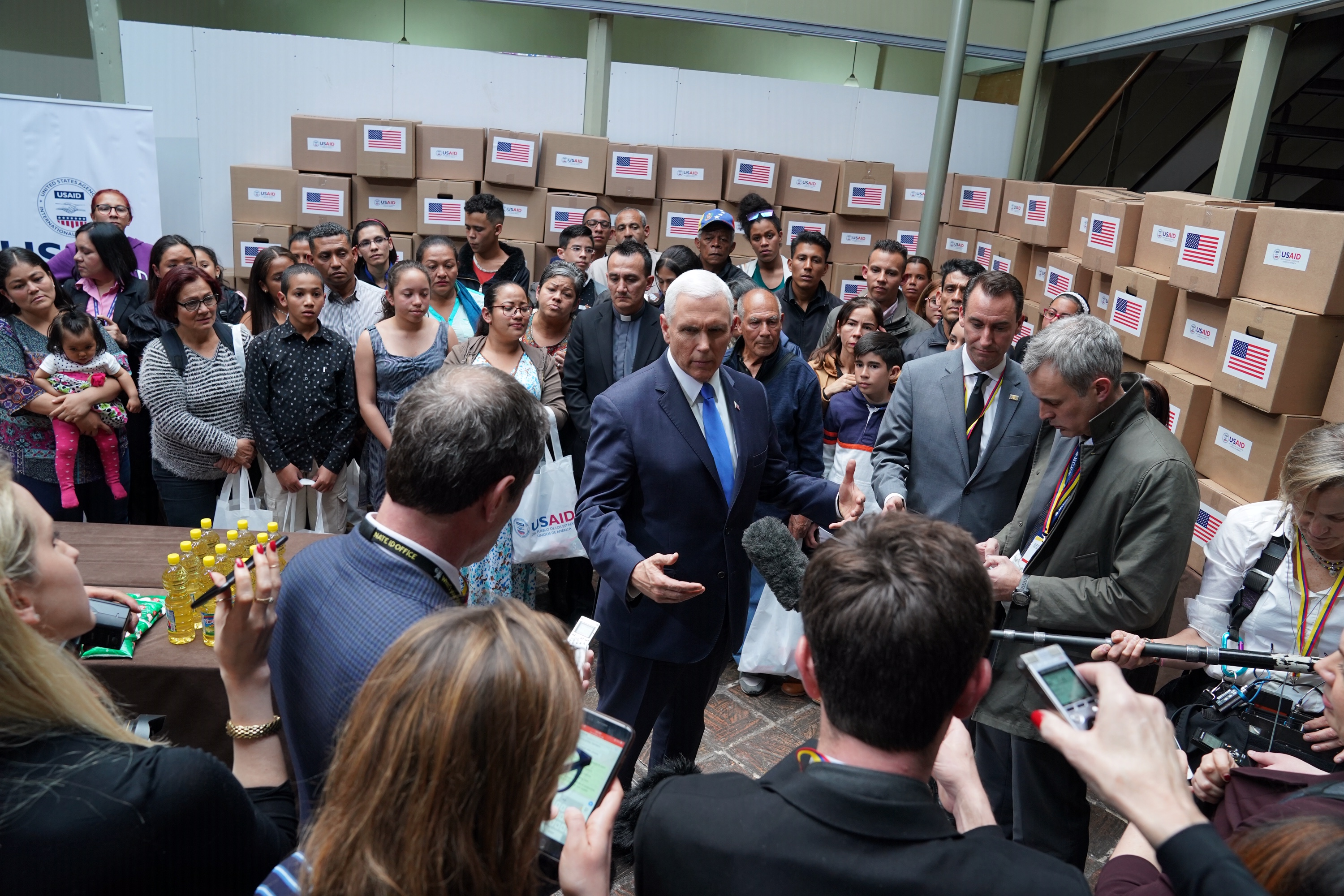
1月25日，美国副总统迈克·彭斯视察位于哥伦比亚边境的美国输委物资中心。

美国总统唐纳德·特朗普发表声明指出，“委内瑞拉民众勇敢地公开反对马杜罗及其政权，要求自由和法治”，“我将继续充分利用美国的经济和外交力量，敦促委内瑞拉恢复民主”。美国副总统迈克·彭斯呼吁委内瑞拉民众追随瓜伊多的提议，参加由反对派组织的反政府抗议活动，“发出自己的声音”。美国国务卿迈克·蓬佩奥1月3日与秘鲁外交部长举行会面，讨论向马杜罗施加压力，“把民主和繁荣还给委内瑞拉人民”。美国国务院发布消息指，美国与巴西政府讨论了在地区共同应对挑战的问题，“包括支持委内瑞拉、古巴和尼加拉瓜人民恢复民主治理和人权”。此外，蓬佩奥还会见了哥伦比亚总统伊万·杜克·马尔克斯，讨论了对委内瑞拉的干预。美国总统国家安全事务助理约翰·博尔顿称，“美国坚决支持委内瑞拉唯一合法的民主机构——国民大会及其恢复民主的努力。”美国政府同时極力游說土耳其停止再作马杜罗政府運送黃金的渠道。美國外國資產管制辦公室轄下的商業組織、為加拉加斯及附近地區提供電力的加拉加斯電力公司亦加入支持國會的行列。在蓬佩奧及约翰·博尔顿游說下，英格兰银行拒絕了委中央銀行行長提取12億黃金的申請
1月24日，美国国务卿蓬佩奥宣布，应瓜伊多的请求，美国准备向瓜伊多临时政府提供超过2000万美元的人道主义援助，又指會尋求切斷馬杜羅的石油收入來源。蓬佩奥同时提议，美洲国家组织应再次召开外长会议，并邀请临时政府代表与会，以继续讨论委内瑞拉的和平、民主过渡，并敦促美洲国家组织成员国尽快承认瓜伊多的临时政府。
美洲国家组织為首個發聲支持國會的國外組織，並表示「歡迎瓜伊多根據憲法第233條就任臨時總統。國會將得到國際社會和委內瑞拉人民的支持。」同日，巴西和哥倫比亞也就瓜伊多即任代理總統表示支持。
美國、加拿大、利马集团等国家和部分組織發聲支持委内瑞拉全国代表大会，并将委内瑞拉国会称为「唯一的民主機構」。委內瑞拉商會聯合會亦切斷與馬杜羅的關係，並改為支持反對派的國會和過渡政府。「委內瑞拉債權人委員會」也對國會方面表示支持，委員會曾經在2017年尋求與馬杜羅達成協議但失敗。英國聯同德國、法國和西班牙聲明，若馬杜羅無法在八天內召開大選，便會承認瓜伊多為臨時總統，歐盟外交及安全政策高級代表莫蓋里尼亦代表歐盟提出相同的要求。
欧洲国家要求马杜罗8天内重新举行总统大选，否则承认瓜伊多。马杜罗拒绝。2019年2月4日，法国、西班牙、德国、英国、葡萄牙、瑞典、丹麦、奥地利和荷兰等歐洲國家宣佈承认瓜伊多临时总统身份，并呼吁委内瑞拉尽快举行选举。
2月28日，安理会就俄罗斯起草的决议草案进行表决。这份决议草案敦促通过和平手段解决委内瑞拉目前的问题，国际援助进入委内瑞拉应得到委内瑞拉政府的同意，并在其要求的基础上提供。表决时，美国、德国、英国等7国投了反对票，另有4个国家弃权。这一草案也未能通过。
3月1日，美国财政部在一份声明中谴责马杜罗政权阻止国际援助进入委内瑞拉，指责6名现任或前任委内瑞拉安全官员控制各个群体阻止救援物资入境，并宣布对此6人进行制裁。
3月4日，德國駐委內瑞拉大使克里纳在加拉加斯機場迎接返回委內瑞拉的瓜伊多。马杜罗政府隨即发表声明称德国大使克里纳因為支持瓜伊多，限令他在48小时内离境。德国外长马斯称驱逐令“是一项令人无法理解的决定，只能加剧而不是减缓紧张局势。德国和欧洲盟国对瓜伊多的支持毫不动摇”。美国副总统彭斯表示，美国“将吊销包括马杜罗政权官员及其家人在內的77人赴美签证”。
3月11日，美国财政部宣布对一家俄罗斯和委内瑞拉合资银行实施制裁，理由是该银行为委内瑞拉石油公司提供相关支持和服务。
5月10日，因从委内瑞拉运送石油至古巴，美国对两家运输企业季风航运公司（Monsoon Navigation Corporation）和塞雷尼蒂航运公司（Serenity Navigation Ltd.）进行制裁。
5月15日，美国交通部以委內瑞拉局勢危險為由下令停飛一切美國與委內瑞拉的客运和货运航班。自由时报指出，这一行动将会造成委内瑞拉通货膨胀，物资短缺，美国从空中封锁委内瑞拉将加剧该国人道主义危机。
6月2日，加拿大以马杜罗政府拒绝延长加拿大驻委外交人员签证为由关闭加拿大驻委大使馆。6月9日，马杜罗政府以关闭委驻加拿大的三处领事馆作为回应，并在同年取消加拿大公民免签证入境委内瑞拉的待遇。
2019年6月28日，美国财政部宣布将冻结馬杜羅之子小马杜罗在美国的财产，同时禁止美国公民或公司与小马杜罗有生意往来。
11月10日，玻利维亚爆发抗议10月选举舞弊，导致埃沃·莫拉莱斯辞职离开玻利维亚。玻利维亚临时总统珍妮·艾尼茲随着宣布切断与委内瑞拉马杜罗政府的外交关系，同时承认胡安·瓜伊多为该国合法总统的地位。但在卢乔·阿尔塞于2020年当选玻利维亚总统后，玻利维亚恢复了对马杜罗政府的承认。
2020年1月16日，瓜地馬拉總統亞歷杭德羅·賈馬太亦宣佈切斷與委內瑞拉馬杜羅政府的外交關係。
於瓜伊多被罷免後，美國國務院於2023年1月3日透過發言人內德·普莱斯表示仍然不會承認馬杜羅的合法地位，並會維持相關制裁。

### 其他舆论
部份消息指委內瑞拉已經無限期封鎖維基百科。消息傳出前，胡安·瓜伊多的條目出現編輯戰（尤其是西班牙語條目（页面存档备份，存于）），主要爭論點為瓜伊多是否擔任臨時總統。
美国自由亚洲电台报导指，有中国大陆网民因在推特上发表“委内瑞拉如何从世界上最富有的民主国家变成极权社会主义国家”、“习近平向世界输出共产邪恶”等内容，被西安市公安局阎良分局援引《中华人民共和国治安管理处罚法》第二十五条第一款处以罚款500元的行政处罚。